# Albert Hall (Australie)

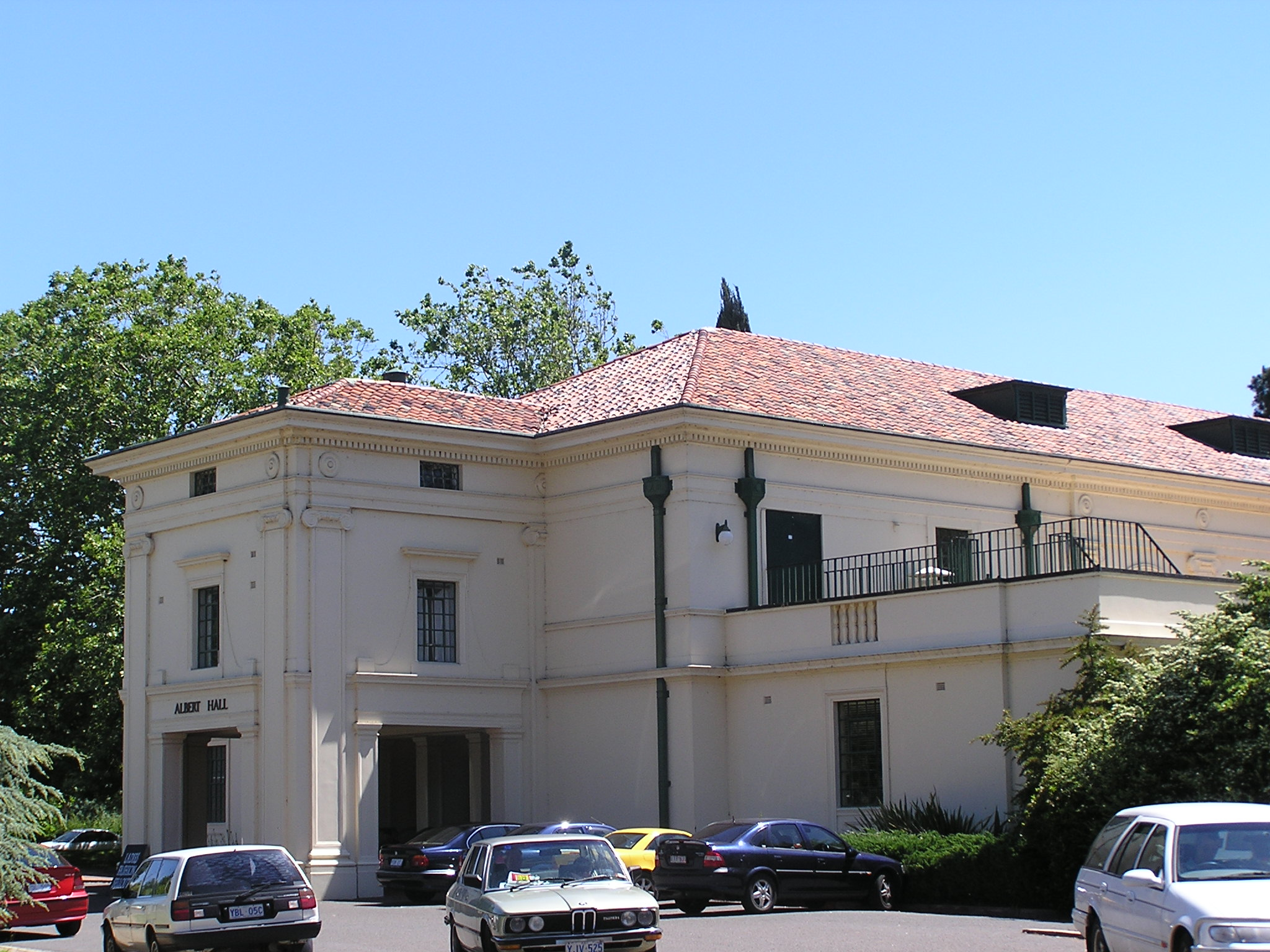
L'Albert Hall.

Pour les articles homonymes, voir Albert Hall (homonymie).
L'Albert Hall est une salle de spectacle située à Canberra, en Australie. Elle est située sur Commonwealth Avenue, entre le pont du Commonwealth et l'Hôtel Canberra dans le quartier de Yarralumla. 

## Présentation
La salle a été inaugurée le 10 mars 1928 par le premier ministre, Stanley Bruce. C'est lui qui a choisi le nom de la salle, en expliquant à la cérémonie d'ouverture que son choix avait été fait pour rappeler le Royal Albert Hall de Londres, aussi parce que c'était le premier nom du duc d'York, futur roi George VI et, en outre, qu'il rappelait le prince consort Albert de Saxe-Cobourg-Gotha mari de la reine Victoria qui avait proclamé le Commonwealth d'Australie. 
La salle a été conçue par l'architecte de la Commission de la capitale fédérale John Kirkpatrick, assisté de Robert Casboulte et Henry Rolland. Il est bâti dans le style géorgien. Une porte cochère à l'avant permet aux passagers de descendre de voiture à l'abri de la pluie. La salle n'était pas chauffée dans ses premières années et les clients devaient apporter des tapis, des manteaux épais et des bouteilles d'eau chaude. Les chanteurs devaient effectuer leur tour de chant avec des manteaux de fourrure, jusqu'à ce que le chauffage soit finalement installé après la Seconde Guerre mondiale. 
Avant sa construction, la plus grande salle de spectacle du Territoire de la capitale fédérale était la Chaussée, à Kingston. Jusqu'à l'achèvement du Théâtre de Canberra en 1965, l'Albert Hall était la seule salle de spectacle de Canberra pouvant accueillir plus de 700 personnes en dehors des salles de cinéma. 
Ces derniers temps, la salle est utilisée le plus souvent le week-end pour différentes ventes de lots de marchandises.